# Омпареті
Омпареті (груз. ომფარეთი) — село в Грузії.
За даними перепису населення 2014 року в селі проживає 491 особа.